# Herb Johnson
Herbert Johnson Wilkerson, detto Herb (Midland, 16 dicembre 1962), è un ex cestista statunitense, professionista in Europa.

## Carriera
Venne selezionato dai Cleveland Cavaliers al terzo giro del Draft NBA 1985 (55ª scelta assoluta).

## Palmarès
- LNB: 2

Neuchatel: 2002-03
Sion: 2003-04